# Javier Bulfoni
Javier Bulfoni (Casilda, provincia de Santa Fe, 26 de septiembre de 1976), es un baloncestista argentino que actualmente juega en el Pinta B Es Castell de la Liga EBA. 

## Carrera
Bulfoni se formó en la cantera de Alumni en su ciudad natal. Tuvo pasos por Atlético Rafaela y Estudiantes de Formosa, antes de llegar a Gimnasia y Esgrima de La Plata para disputar el Torneo Nacional de Ascenso en 1999. En 2001 su equipo se consagró campeón, por lo que Bulfoni pudo jugar en la Liga Nacional de Básquet. 
Dio el salto a Europa en el verano de 2002, fichando por el Drac Inca. Tras dos temporadas en ese club, pasaría a jugar en el CB Ciudad de Algeciras.
En 2005 se unió al Grupo Begar León. Su actuación fue determinante para su equipo en la obtención de la Liga Regular LEB 2005-06, sin embargo los leoneses serían eliminados en las semifinales de los playoffs. De todos modos el club logró el ascenso un año después. Cuando los leoneses descendieron, Bulfoni siguió jugando en la ACB pero con la camiseta del Ricoh Manresa.
El martes 18 de agosto de 2009 ficha por el Xacobeo Blu:sens Obradoiro, institución para la que jugaría tres temporadas -dos en la ACB y una en la LEB Oro. 
En junio de 2012 llega a un acuerdo para sumarse a Atenas y así regresar a la LNB tras 11 años fuera de su país. La temporada siguiente la inició en La Unión de Formosa pero en febrero de 2014, tras sólo jugar 5 partidos con los norteños, arregló su incorporación Peñarol de Mar del Plata para disputar el resto de la temporada, la cual fue anulada al día siguiente luego de que el jugador no pudiese superar la revisión médica. Tras varios meses de inactividad, en diciembre de 2014 fue contratado por el Sport Club Cañadense como refuerzo para el TNA.
Ya alejado de la práctica deportiva profesional, Bulfoni siguió compitiendo en el circuito semi-amateur de baloncesto, tanto de la Argentina como de España.

## Selección nacional
Integró la selección de básquet de Argentina que disputó los Juegos Panamericanos de 2007 realizados en Río de Janeiro.